# Gałęzów (Lublin)
Gałęzów (prononciation : [ɡaˈwɛ̃zuf]) est un village polonais de la gmina de Bychawa dans le powiat de Lublin de la voïvodie de Lublin dans l'est de la Pologne.
Il se situe à environ 4 kilomètres au sud de Bychawa (siège de la gmina) et 30 kilomètres au sud de Lublin (siège du powiat et capitale de la voïvodie).
Le village comptait approximativement une population de 627 habitants en 2006.

## Histoire
De 1975 à 1998, le village est attaché administrativement à l'ancienne Voïvodie de Lublin.

Depuis 1999, il fait partie de la nouvelle voïvodie de Lublin.